# Selliguea stenosquamis
Selliguea stenosquamis är en stensöteväxtart som beskrevs av Peter Hans Hovenkamp.
Selliguea stenosquamis ingår i släktet Selliguea och familjen Polypodiaceae. Inga underarter finns listade i Catalogue of Life.